# Josefa Campos
Josefa Campos Talamantes (Alaquàs, 21 de gener de 1872 - 1950), coneguda com a Mare Josefa Campos o Venerable Mare Josefa Campos, fou una religiosa valenciana, i que en 2017 estava en procés de canonització.
L'abandó dels xiquets exposats a la ignorància religiosa de principis del segle XX així com l'ambient laïcista, li generaren a Josefa Campos una gran inquietud, i va dedicar la seua vida a la catequesi, fundant la família en l'Església Les Operàries Catequistes, deixant un model de vida entregada al servici als xiquets.
L'any 1909 va fundar l'Associació de les Catequistes de la Mare de Déu dels Dolors, hui Congregació de Religioses Operàries Catequistes de la Mare de Déu dels Dolors qui va prendre este nom en emetre els seus vots el 14 d'abril de 1925. Formen part de la congregació religioses ubicades a Alaquàs, Gandia, Madrid i en Colòmbia, Perú i Nicaragua amb més de 50 religioses.
L'any 2016 l'ajuntament d'Alaquàs la va nomenar Filla Predilecta del municipi.